# Castanet (Alta Garona)
Castanet Tolosan (en francès i oficialment Castanet-Tolosan) és un municipi occità del Tolosà, al Llenguadoc, administrativament en el departament de l'Alta Garona a la regió d'Occitània, situat a 12 km a l'est de Tolosa, al costat del Canal del Migdia. En el cens de 1999 tenia 10.250 habitants en un territori de 8,22 km².